# Noile Aventuri cu Batman
Noile Aventuri cu Batman (engleză: The New Batman Adventures, prescurtat deseori ca TNBA) este un serial de animație de televiziune cu supereroi bazat pe supereroul DC Comics Batman care a fost difuzat pe The WB ca parte a blocului Kids' WB din 13 septembrie 1997 până în 16 ianuarie 1999. Produs de Warner Bros. Television Animation, este o continuare a Batman: Serialul de Animație (1992–1995), servind ca un al treilea sezon al serialului, și este al treilea serial din Universul animat DC. A fost urmat de Batman din Viitor (1999–2001). Serialul a fost renovat din Batman: Serialul de Animație, înlocuind stilul său artistic cu designuri raționalizate pentru animație mai consistentă și să mențină o similaritate cu Superman: Seria animată (1996–2000), cu episoade difuzate pe Kids' WB ca Noile Aventuri cu Batman/Superman.
Poveștile în acest serial tind să acorde mai multă atenție către personajele secundare din Batman, care includ colegii luptători împotriva crimei Robin, Nightwing și Batgirl, printre alții. Serialul de asemenea prezintă personaje invitate precum Supergirl, Demonul Etrigan și Târâtorul, personaje care apar mai târziu cu Batman în Liga Dreptății și Liga Dreptății fără limite. Jocul video din 2001 Batman: Vengeance și urmarea sa din 2003 Batman: Rise of Sin Tzu sunt bazate pe acest serial.

## Despre serial
Noile Aventuri cu Batman a avut premiera aproape trei ani după ce producția de la Batman: Serialul de Animație s-a încheiat. Stilul animației a fost schimbat semnificativ față de serialul precedent ca urmare a publicărilor bugetare și pentru a avea show-ul mult mai compatibil cu Superman: Serialul de Animație cu care NACB este difuzat ca o parte a The New Batman/Superman Adventures (Noile Aventuri cu Batman/Superman), apoi se întoarce la propria sa serie. 
Show-ul are o schimbare semnificativă față de seria originală cu episoadele focusându-se mai puțin pe Batman și mai mult pe alte personaje care locuiesc în Orașul Gotham. Arta era mult mai radicală, dându-i lui Batman aparențe mult mai intense și obscure, iar culorile costumului devin mai puțin colorate, cu emblema liliacului de pe piept puțin galbenă înlăturată. Aparițiile lui Bruce Wayne s-au schimbat de asemenea din seriile precedente; fața lui a fost schițată să pară mult mai arătoasă iar ochii lui s-au transformat din negrii în albaștrii, făcându-l să pară mai aproape de apariția din revistă. Dispozitivele și vehiculele lui Batman au fost reeditate precum și uniforma lui Batgirl a fost schimbată într-una identică cu versiunea costumului din debutul său din Detective Comics #359. Design-ul fiecărui personaj s-a întunecat cu schimbarea animației.
Aparițiile răufăcătorilor din „colecția sa de ticăloși” au fost schimbate de asemenea. De exemplu, Joker a fost făcut albastru deschis cu părul negru-verde deschis, și ochi negri cu pupile albe, dar și statura sa s-a transformat într-una mai mică. Nu mai are buzele roșii din serialul de dinainte. Aparițiile lui s-au schimbat din nou, în seriile următoare, care combină înfățișarea lui din desenele originale cu cea din desenele noi. În plus, Pinguinul a fost modificat să se potrivească vechii sale replici decât asemănarea cu un animal a lui Danny DeVito din filmul anului 1992 Batman Returns (Batman Revine), în timp ce costumul Femeii Pisică este reasamblat pentru apariția sa în film, o alternanță între nonculorile negru (întreg costumul) și alb (pielea ei). Ochii D-lui Îngheț au fost făcuți roșii (în loc de ochelarii cu lentile roșii pe care îi purta în Batman: Serialul de Animație) plus schimbarea culorii costumului său Sub-Zero în negru-albastru înlocuind culoarea albastru deschis. De notat este faptul că, Harley Quinn a fost singurul personaj care nu a beneficiat de schimbări drastice în înfățișare sau alternanța culorilor. Popularitatea sa a devenit mult mai evidentă, deoarece a apărut în șase episoade.
Multor personaje le-a fost dată o apariție mai înfricoșătoare. Unul dintre cele mai evidente este noul design al Sperietorii care a devenit o figură întunecată asemănătoare unui cadavru, cu o funie legată în jurul gâtului. 
Tonul show-ului a fost modificat din "luminos și șarmant" în "întunecat și serios", cu unele dintre cele mai sumbre episoade văzute vreodată într-un desen animat ("Over the Edge" înfățișând moartea lui Batgirl, chiar dacă era doar un vis). ("Critters", de exemplu, este unul din cele mai populare episoade potrivit fanilor, pentru tonul său, dar de fapt și unul din favoritele producătorului Bruce Timm, care are comentarii pe lansările DVD ale episoadelor din NACB). Multe dintre aceste schimbări și contraste erau oarecum similare revistelor de benzi desenate post-KnightSaga.

## Filmul de Animație
- Batman: Mystery of the Batwoman (Batman: Misterul lui Batwoman (Femeii Liliac)) (2003) - o realizare direct-to-video, bazată pe serial, deși cu câteva diferențe de animație.

## Cast

### Protagoniștii principali
| Actor                | Rol                       |
| -------------------- | ------------------------- |
| Kevin Conroy         | Bruce Wayne / Batman      |
| Mathew Valencia      | Tim Drake / Robin         |
| Tara Strong          | Barbara Gordon / Batgirl  |
| Loren Lester         | Dick Grayson / Nightwing  |
| Efrem Zimbalist, Jr. | Alfred Pennyworth         |
| Bob Hastings         | Comisarul James Gordon    |
| Robert Costanz       | Detectivul Harvey Bullock |
| Mel Winkler          | Lucius Fox                |

### Potagoniștii secundari
| Actor          | Rol                                                    |
| -------------- | ------------------------------------------------------ |
| Jeff Bennett   | Jack Ryder / The Creeper                               |
| Lloyd Bochner  | Mayor Hamilton Hill                                    |
| Liane Schirmer | Renee Montoya                                          |
| Nicholle Tom   | Supergirl (oaspete din Superman: Serialul de Animație) |
| Billy Zane     | Jason Blood / Etrigan Demonul                          |

### Antagoniștii principali
| Actor            | Rol                                |
| ---------------- | ---------------------------------- |
| Mark Hamill      | Joker                              |
| Adrienne Barbeau | Selina Kyle / Femeia Pisică        |
| Paul Williams    | Oswald Cobblepot / Pinguinul       |
| John Glover      | Edward Nygma / Ghicitoarea         |
| Richard Moll     | Harvey Dent / Două-Fețe            |
| David Warner     | Ra's al Ghul                       |
| Michael Ansara   | Dr. Victor Fries / D-l Îngheț      |
| Arleen Sorkin    | Dr. Harleen Quinzel / Harley Quinn |
| Jeffery Combs    | Dr. Jonathan Crane / Sperietoarea  |
| Diane Pershing   | Pamela Isley / Iedera Otrăvitoare  |
| Henry Silva      | Bane                               |
| Brooks Gardner   | Waylon Jones / Killer Croc         |
| Roddy McDowall   | Jervis Tetch / Pălărierul Nebun    |
| Ron Perlman      | Matt Hagen / Clayface              |
| George Dzundza   | Arnold Wesker / Ventrilogul        |

### Antagoniștii secundari
| Actor           | Rol                                                                   |
| --------------- | --------------------------------------------------------------------- |
| Peter Breck     | Fermierul Brown                                                       |
| Scott Cleverdon | Thomas Blake / Omul Pisică                                            |
| George DiCenzo  | Ubu                                                                   |
| Charity James   | Roxanne Sutton / Roxy Rachetă                                         |
| Laraine Newman  | Mary Dahl / Baby Doll                                                 |
| Lori Petty      | Leslie Willis / Livewire (oaspete din Superman: Serialul de Animație) |
| Mark Rolston    | Garfield Lynns / Firefly                                              |
| Olivia Hussey   | Talia al Ghul                                                         |
| Stephen Smith   | Klarion Băiatul Vrăjitoare                                            |
| Sela Ward       | Page Monroe / Fata Calendar                                           |

## Lansări DVD
Batman: The Animated Series - Volume Four (from The New Batman Adventures), lansat pe 6 decembrie 2005:
- Episoadele de pe Primul Disc:
  - Holiday Knights
  - Sins of the Father
  - Cold Comfort
  - Double Talk
  - You Scratch My Back
  - Never Fear
- Episoadele de pe Al Doilea Disc:
  - Joker's Millions
  - Growing Pains
  - Love Is A Croc
  - Torch Song
  - The Ultimate Thrill
  - Over The Edge
- Episoadele de pe Al Treilea Disc:
  - Mean Seasons
  - Critters
  - Cult of the Cat
  - Animal Act
  - Old Wounds
  - The Demon Within

Batman the Animated Series: Volume 4 DVD (from The New Batman Adventures).

- Episoadele de pe Al Patrulea Disc:
  - Legends of the Dark Knight
  - Girls' Night Out
  - Mad Love
  - Chemistry
  - Beware the Creeper
  - Judgment Day
- Speciale
  - Commentary Tracks
  - Arkham's Finest: Inside Batman's Rogue Gallery

Această serie se găsește de asemenea în Batman: The Complete Animated Series (Batman: Seria Animată Completă), lansată pe 4 noiembrie 2008.